# Center Stage
Center Stage ist ein US-amerikanischer Tanzfilm aus dem Jahr 2000. Im Jahr 2008 erschien die Fortsetzung Center Stage: Turn It Up und 2016 die Fortsetzung Center Stage: On Pointe.

## Handlung
Als Jody an der American Ballet Academy angenommen wird, geht für sie ein Traum in Erfüllung. An der Schule angekommen, freundet sie sich schnell mit ihrer Zimmergenossin Eva an und auch in Charlie, Erik und Sergei findet sie gute Freunde. Um am Ende des Jahres von der America Ballet Company übernommen zu werden, trainieren sie und ihre neugewonnenen Freunde hart, was nicht an jedem spurlos vorbeigeht. So gerät Maureen, Jodies andere Mitbewohnerin, beispielsweise immer tiefer in die Bulimie, um ihr Gewicht zu halten, und verlangt sich selbst, um ihrer ehrgeizigen Mutter gerecht zu werden, zu viel ab.
Im Laufe des Jahres kommen sich Jody und Charlie näher, sie lässt sich jedoch zunächst auf Cooper Nielson, einen berühmten Balletttänzer ein, der gerade nach New York zurückgekehrt ist. Nach einer gemeinsamen Nacht lässt Cooper Jodie fallen, was sie zunächst nicht realisiert. Erst, als er sie nach einer Aufführung am Bühneneingang stehen lässt, um mit einer anderen Frau zu verschwinden, merkt Jodie, dass es für Cooper nur ein One-Night-Stand war.
Am Ende des Jahres findet traditionell der Abschluss-Workshop mit einer anschließenden Aufführung vor großem Publikum statt. Die Rolle, die die Tänzer bekommen, entscheidet maßgeblich, ob sie in die American Ballet Company aufgenommen werden. Sergei und Maureen tanzen die Hauptrollen im Stück des Leiters der Company, jedoch fällt Maureen dies aufgrund ihrer Magersucht immer schwerer und sie verliert den Spaß am Tanzen, da sie zunehmend realisiert, dass das Tanzen der Traum ihrer Mutter ist, nicht ihr eigener. Die begabte Eva darf in dem Stück nur eine kleine Rolle tanzen, da es Jonathan Reeves, dem Leiter der Academy, nicht gefällt, dass sie im Laufe des Jahres das Training nicht ernst genommen hat, öfter zu spät kam und frech war.
Jody, Charlie und Eric hingegen studieren unter Coopers Leitung ein modernes Ballett ein. Wegen des One-Night-Stands mit Cooper kommt es hier zu Spannungen zwischen Jody und Cooper. Charlie gelingt es dennoch, Jody davon zu überzeugen, dass sie sich nicht zu schämen braucht und Cooper selbst schuld sei, dass er sie gehen lassen hat. Als sich schließlich Erik bei den Proben verletzt und Cooper beschließt einzuspringen, steigt der Druck.
Durch Erics Verletzung erkennt Maureen schließlich, dass sie das Tanzen aufgeben will, und verabredet heimlich mit Eva, dass diese ihre Rolle bei der Abschlussvorführung übernehmen soll. Obwohl Mr. Reeves zunächst überrascht und verärgert ist, nimmt er Eva dennoch in die Company auf und auch Eric wird angenommen, trotz seiner Verletzung.
Jodie hingegen entscheidet sich, Coopers Angebot anzunehmen und der Star von Coopers neu gegründeter Tanzcompany zu werden, weil sie nicht „ihre besten Jahre hinten im Corps verbringen“ möchte. So bleibt unklar, ob Jonathan sie in die Company aufnehmen wollte oder nicht. Am Ende entscheidet sie sich gegen eine Beziehung mit Cooper und bittet stattdessen Charlie, ihre Begleitung für die Abschlussparty zu sein.
Maureen beginnt mit Unterstützung ihres Freundes ein Studium und Sergei bekommt ein Angebot für dieselbe Company in San Francisco, bei der auch seine Freundin unter Vertrag ist.

## Hintergrund
Jedes Jahr gibt es für Ballettakademien in aller Welt Aufnahmeprüfungen und Vortanzen. Wie viele Tänzer aufgenommen werden, hängt von der jeweiligen Akademie ab. Die Tänzer erhalten über einige Jahre hinweg eine fundierte Tanzausbildung und schließen die Akademie mit einem Diplom ab. Meist gibt es eine Tanzgala, bei der Vertreter von Ballettkompanien zusehen und um die besten Tänzer für Kompanien werben.

## Kritik
„[…] Tanzfilme gibt es viele – und irgendwie zeigen sie alle den ‚American Dream‘, den Traum, von der kleinen Ballettratte zum Star zu werden. Da macht auch Center Stage keinen Unterschied – ein bisschen Chorus Line, ein bisschen Flashdance – und trotzdem macht es auch hier wieder Spaß der Mischung zuzusehen. Erfreulich hier vor allem die vielen jungen und unverbrauchten Gesichter im Ensemble.“

„[…] Center Stage ist mit Sicherheit ein toller Tanzfilm (auch wenn die besondere Kunst und Ästhetik des Balletts vielleicht nicht für jedermann erschließbar ist), schwächelt aber in seiner Handlung ganz enorm, was vor allem daran liegt, dass die am wenigsten stereotypen Subplots leider auch am wenigsten ausgearbeitet werden. Insgesamt optisch sehr nett anzuschauen, aber inhaltlich genauso flach wie eine Doppelfolge Melrose Place. Es scheint tatsächlich so, dass die besseren Teenager-Filme allesamt in den Achtzigern gemacht wurden.“